# Konstantin Konstantinovič Abaza
Konstantin Konstantinovič Abaza (rusky Константи́н Константи́нович Абаза́, 18. květnajul./ 30. května 1841greg. – 5. srpnajul./ 18. srpna 1905greg.) byl ruský důstojník, vojenský učitel a spisovatel. Byl bratrem Vasilije Konstantinoviče Abazy.
Absolvoval v roce 1859 Poltavskou Petropavlovskou kadetní školu a stal se dělostřeleckým důstojníkem. Od roku 1871 byl vojenským pedagogem.
Mezi jeho díla patří:
- Kniga dlja načalnogo čtěnija v vojskach (Книга для начального чтения в войсках, 1871)
- Rukovodstvo po obučeniju v načalnych vojennych školach (Руководство по обучению в начальных военных школах , 1873)
- Kniga dlja čtěnija v vojennych školach i kazarmach, v školach voskresnych i večernich klassach dlja vzroslych (Книга для чтения в военных школах и казармах, в школах воскресных и вечерних классах для взрослых , 1880)